# Варданджан
Варданджа́н, или Вардангу́н, или Варданиа́н (перс. وردنجان‎) — небольшой город на юго-западе Ирана, в провинции Чехармехаль и Бахтиария. Входит в состав шахрестана  Шехре-Корд.
На 2006 год население составляло 4 262 человека.

## География
Город находится в северной части Чехармехаля и Бахтиарии, в горной местности центрального Загроса, на высоте 2 136 метров над уровнем моря.
Варданджан расположен на расстоянии приблизительно 35 километров к северо-западу от Шехре-Корда, административного центра провинции и на расстоянии 355 километров к югу от Тегерана, столицы страны.